# Függetlenség napja (Egyesült Államok)
A függetlenség napja (Independence Day) vagy egyszerűen július negyedike (Fourth of July) az Amerikai Egyesült Államok egyik szövetségi ünnepe. Az amerikaiak ezen a napon ünneplik a függetlenségi nyilatkozat 1776-os kihirdetését, melyben országuk kinyilvánította függetlenségét Nagy-Britanniától.
Ünneplése leggyakrabban felvonulásokkal, grill-partykkal, piknikekkel, baseball mérkőzések megrendezésével történik.
A július 4-ei megemlékezéseknek 1777 óta fontos kelléke a tűzijáték.

## Története

### Miért pont július 4-e?
Új-Anglia már 1775 áprilisa óta harcban állt a britekkel. A Kontinentális kongresszusban az első függetlenségre való indítványt csak június 7-én terjesztették be (Richard Henry Lee, Virginia állambeli képviselő). Hosszas vita után, július 2-án a kongresszus egyhangúlag (12–0 arányban), ám titkos szavazással a Nagy-Britanniától való függetlenségre szavazott. A kongresszus a nyilatkozat megszövegezésén dolgozott, majd július 4-én, nem sokkal 11 óra után 12 gyarmat küldöttei megszavazták, s nyomdába küldték a végleges, ám ekkor még aláíratlan változatot. (New York mindkét szavazásnál tartózkodott.) Philadelphiában július 8-án a szöveg nyilvános felolvasásával és örömtüzekkel ünnepelték a nyilatkozatot. Egészen augusztus 2-áig tartott, míg a kongresszusi küldöttek aláírták a hivatalos nyomtatott változatot, de még ekkor is csak titokban, hogy megvédjék őket a brit megtorlástól.
John Adams, akit Thomas Jefferson a Függetlenség Hivatal nélkülözhetetlen, fáradhatatlan vezetőjének nevezett, a következőket írta feleségének, Abigail-nek július 3-án:
1776. július második napja legyen Amerika történelmének legemlékezetesebb napja. Kétségkívül úgy gondolom, hogy még a következő nemzedékek is nagy évfordulóként fogják ünnepelni. Az isteni kinyilatkoztatás ünnepeként kell megemlékeznünk róla, s méltóságteljes ünnepélyen köszönni meg a Mindenható Istennek jótéteményét. A kontinens egyik végétől a másikig, a mai naptól mindörökké, pompázatos ünnepeken bemutatókat, játékokat, sporteseményeket kell szervezni, ágyúdörrenéssel, harangokkal, tűzijátékkal adjuk meg az esemény pompáját.
Adams azonban két napot tévedett. Természetesen a július 2-ai szavazás volt a döntő felvonás. De magán a függetlenségi nyilatkozaton a július 4-ei dátum szerepel. Jefferson felkavaró és megindító beszédét 4-én fogadták el egyhangú szavazással. Ez volt az első nap, amikor Philadelphia lakosai hivatalosan értesülhettek a kontinentális kongresszustól elnyert függetlenség tényéről, szemben az utcán keringő holmi titkos szavazásokról szóló pletykákkal.

### Történetek az ünneplésről
- Brit katonák a Rhode Island-i Bristolban 1776. július 4-én 13 ágyúlövést jegyeztek fel, egyszer hajnalban, egyszer este. Philadelphia az első évfordulót a mai amerikai szokásokhoz nagyban hasonló módon ünnepelte meg: hivatalos vacsora a Kongresszusban, ahol pohárköszöntők hangzottak el, köszöntés 13 ágyúlövéssel, beszédek, közös ima, zenés mulatságok, katonai parádék és tűzijátékok. A hajókat piros, fehér és kék virágcsokrokkal díszítették.
- George Washington tábornok 1778-ban a katonáinak kiosztatott dupla adag rummal és ágyú-sortűzzel ünnepelte meg a Negyedikét. Az óceán túloldalán, Párizsban, John Adams és Benjamin Franklin nagykövetek díszvacsorát adtak amerikai honfitársaiknak.
- 1779-ben negyedike vasárnapra esett. Hosszú hagyományt megkezdve, ettől az évtől az ünnepet hétfőn kezdték ünnepelni.
- 1781-ben Massachusettsben volt az első törvényhozás, amely elismerte a függetlenség napját.
- 1870-ben az Amerikai Egyesült Államok Kongresszusa július 4-ét fizetés nélküli szabadnappá tette a szövetségi alkalmazottak részére.

## Szokások
A függetlenség napját, az egyetlen olyan ünnepnapot, amelyet az egész ország egyként ünnepel,[forrás?] különböző hazafias megnyilatkozások kísérik. Számos politikus tartja fontosnak ezen a napon valamilyen társadalmi eseményen való megjelenést, beszédet mondani a nemzet örökségéről és népeinek kapcsolatáról. A családok általában pikniket vagy kerti barbecue-partikat szerveznek Negyedikén, gyakran használják ki a hosszú hétvége adta lehetőségeket, s hívják meg távolabbi hozzátartozóikat is. Országszerte reggelente katonai parádékat, délután baseball-mérkőzést, este pedig mulatságokat és tűzijátékot szerveznek.
Kisebb tűzijékot szabadon lehet beszerezni, személyi vagy nyilvános használatra is. Biztonsági megfontolások miatt azonban több államban betiltották a tűzijátékok használatát, vagy korlátozzák azokat méret és típus szerint.
A függetlenség napjának évente megrendezett színes eseménye Nathan hot dog-evő versenye, amelyre New York City Coney Island kerületében kerül sor. A monda szerint a hagyomány 1916. július 4-én kezdődött, amikor is négy bevándorló ezzel a módszerrel kívánta eldönteni, melyikük a legnagyobb hazafi.

## Külső hivatkozások
- Az USA Külügyminisztériuma a Függetlenség Napjáról
- Terjedelmes történeti áttekintés a Függetlenség Napjáról. Írta James R. Heintze, Amerikai Egyetem, Washington, D. C.